# Свидерский, Алексей Иванович
Алексей Иванович Свидерский (8 [20] марта 1878, с. Починок, Черниговская губерния — 10 мая 1933, Рига) — советский государственный и партийный деятель, дипломат.

## Биография
Родился в семье земского чиновника. С 1897 года учился в Петербургском университете, участвовал в студенческом движении.
В 1899 году вступил в РСДРП; в том же году был арестован, выслан в Уфимскую губернию. С 1905 года находился на нелегальном положении; вёл партийную работу в Петербурге, Самаре, Туле, Киеве, Риге, Уфе. В 1905—1906 годах сотрудничал в большевистских газетах «Волна» и «Вперёд».
После Февральской революции — редактор большевистской газеты «Вперёд» в Уфе (1917), с июня — председатель Уфимского совета.
С началом Октябрьской революции возглавил Уфимский военно-революционный комитет, в марте—апреле 1918 года — Уфимский губернский СНК.
В 1918—1922 годах — член коллегии Наркомпрода, в 1922—1928 годах — член коллегии НК РКИ, заместитель наркома земледелия РСФСР и одновременно ректор сельскохозяйственной академии им. К. А. Тимирязева. В 1928—1929 годах — член коллегии Наркомпроса РСФСР, начальник Главискусства.
С сентября 1929 года — полномочный представитель СССР в Латвии.
Делегат VII конференции РСДРП(б) и Петроградской общегородской конференции РСДРП(б) (1917), VI (1917), VIII (1919, с совещательным голосом), XI (1922, с совещательным голосом), XIII (1924, с совещательным голосом) и XV (1927, с совещательным голосом) съездов партии.
Избирался кандидатом в члены ВЦИК 10-го (1922—1924) и 13-го (1927—1929) созывов, членом ЦИК СССР 4-го созыва (кандидат в члены Союзного Совета, 1927—1929).
10 мая 1933 года погиб в автомобильной катастрофе в Риге. Похоронен на Красной площади у Кремлёвской стены.
Жена: Цюрупа Софья Дмитриевна (1872—1951).